# أنمار الحايلي
أنمار بن عبد الله بن صالح الحائلي (مواليد 1990، مدينة حائل) هو رجل أعمال سعودي تولّى رئاسة نادي الاتحاد السعودي في فترتين متقطعتين، الأولى عام 2017 والثانية بين يونيو 2019 ومايو 2024.

## الحياة المهنية
قاد الحائلي نادي الاتحاد في فترة شهدت تقلبات فنية وإدارية:
- نجح في إعادة النادي إلى المنافسة بعد موسم صعب كاد يهبط فيه الفريق، وساهم في تسوية قضايا مالية قد تؤدي لخصم نقاط.[2]
- أشرف على تسديد ديون تجاوزت 600 مليون ريال، وحصل النادي في عهده على شهادة الكفاءة المالية.[2]
- موسم 2021–2022: حلّ الاتحاد في المركز الثاني بدوري المحترفين وتأهل إلى نهائي البطولة العربية.[2]
- موسم 2022–2023: تُوج الاتحاد بلقب دوري روشن السعودي بعد غياب 14 عامًا، وحصد لقب السوبر السعودي بالفوز على الفيحاء.[3]
- أعلن رحيله عن رئاسة النادي في مايو 2024، معلنًا دعمه للمرشح لؤي الناظر.[4][5]

## المبادرات والدعم المالي
- موسم 2024–2025: منح مكافأة 100,000 ريال لكل لاعب بعد حسم لقب الدوري قبل نهايته بجولتين.[6]
- دعم جماهير النادي وأعضاء الرابطة ماديًا خلال مباريات محلية لزيادة الحضور.[7]

## الاعتذار للجماهير
في 2023، بعد خروج الاتحاد من كأس خادم الحرمين الشريفين، قدم الحائلي اعتذارًا رسميًا لجماهير النادي مؤكدًا ثقته في اللاعبين والجهاز الفني.

## الحياة الشخصية
متزوج منذ عام 2007 وله ثلاثة أبناء. يقيم في مدينة جدة بحكم ارتباطه بإدارة نادي الاتحاد.